# Puffinus opisthomelas
Puffinus opisthomelas là một loài chim trong họ Procellariidae.